# Jay Alford
Jason Jamaal Alford (Orange, 28 maggio 1983) è un giocatore di football americano statunitense che è attualmente free agent.

## Nella NFL

### Stagione 2007
Preso come 81a scelta dai New York Giants, ha giocato 16 partite di cui nessuna da titolare facendo un tackle da solo e un sack. Grazie alla vittoria dei Giants sui New England Patriots si è laureato campione NFL.

### Stagione 2008
Ha giocato 16 partite di cui 3 da titolare facendo 15 tackle di cui 10 da solo, 2,5 sack e una deviazione difensiva.

### Stagione 2009
Purtroppo si infortuna al legamento crociato mediale e a quello anteriore del ginocchio durante la partita di preseason. Viene messo sulla lista infortunati e quindi salta l'intera stagione.

### Stagione 2010
Viene svincolato il 4 settembre dai Giants, l'8 settembre firma con gli Oakland Raiders. Il 5 ottobre viene svincolato per far posto al linebacker Bruce Davis.

## Vittorie e premi
- Super Bowl : 1 Vincitore del Super Bowl XLII